# 세계 표준 지진관측망
세계 표준 지진관측망(World-Wide Standardized Seismograph Network, WWSSN)은 1960년대 세계 지진관측망(World-Wide Network of Seismograph Stations)으로 시작한 프로젝트로 전 세계 약 120개소의 지진관측소로 이루어진 고품질 지진 데이터를 생성하는 지진관측망이다. 세계 표준 지진관측망의 도입으로 지진학에 양적 과학의 도입이 이루어졌고 지진의 발생 매커니즘과 지각의 구조를 설명할 수 있었으며 판 구조론의 발전에 기여하였다. 세계 표준 지진관측망은 지진학 발전에 큰 역할을 한 것으로 인정받고 있다.
또한 세계 표준 지진관측망은 보다 고급 지진관측망을 구축하는 데 필요한 데이터 교환 절차나 지진관측소 운용 역량과 같은 세계적인 관측망 인프라를 갖추는 데 성공하여 이후 전 세계적인 지진관측망의 모델이 되었다.
세계 표준 지진관측망은 각 지진관측소가 동일한 장비를 갖추고 있으며, 전부 균일하게 보정되어 있다는 특징을 가지고 있다. 관측소 내에는 3개의 단주기(주기 1초 이내) 지진계(남북, 동서, 상하)와 3개의 장주기(주기 15초 이내) 지진계, 그리고 정확한 무선동기식 쿼츠 시계가 달려 있다. 지진계는 사진용 드럼 기록계로 현장에서 제작, 설치되었으며 70 mm 및 35 mm 필름(1978년까지, 이후 마이크로피시에 복사)으로 데이터 센터에 정보를 보낸다. 또한 지진계로 얻은 데이터를 명목상의 비용으로 누구나 이용할 수 있도록 개방적인 데이터 배포 시스템을 갖춰 수많은 지진학 연구의 기초 데이터가 되었다.

## 역사
세계 표준 지진관측망은 정치적 우려에서 시작되었다. 1950년대 핵무기의 지상 실험으로 인한 방사능 낙진 우려로 미국의 드와이트 D. 아이젠하워 대통령, 소련의 니키타 흐루쇼프 서기장, 영국의 해럴드 맥밀런 총리 등 3개 주요 핵국가의 지도부는 핵무기의 추가적인 실험을 금지하도록 촉구하였다.
하지만 한 가지 문제가 존재했다. 미국은 협정 위반 사안을 탐지하고 식별할 수 있는 능력이 없으면 실험 금지에 동의하지 않았고 소규모 지하 핵실험의 경우 지진학이 충분히 발전되지 않아 그만큼의 감지 능력을 갖추지 못했다. 따라서 아이젠하워 행정부는 미국의 지진 감지 능력을 향상시키기 위한 버크너 위원회를 소집하였다. 1959년 발간된 버크너 보고서를 통해 미국의 방위고등연구계획국(DARPA) 자금을 지원받아 벨라 프로젝트로 알려진 포괄적인 핵실험 감지 연구 개발 프로그램이 시작되었다.
이후 DARPA는 버크너 보고서의 권고사항 중 하나를 구현하기 위해 미국 해안 및 측지조사부(C&GS)에 자금을 지원하여 세계 표준 지진관측망을 설계하고 구축하였다. 1960년 11월 성능 사양과 요청 초안이 발표되었고, 1961년 초에 계약이 체결되었으며 1961년 10월 C&GS 앨버커키(뉴멕시코주) 지진연구소(ASL)에 최초의 지진관측소가 설치되었다. 이후 1963년 말까지 89개 관측소가 추가로 설치되었으며 1967년 말까지 필수관측소 117개를 설치하는 데 성공하였고 총 121개 지진관측소를 설치하였다. 지진관측소는 대부분이 미국 본토 밖에 있었으나 캐나다(자체 지진관측망 보유), 소련의 동구권 지역, 중국과 프랑스, 프랑스어권 국가에서는 당사국의 거부로 설치되지 않았다.
회계년도 1967년(1966년 7월-1967년 6월)에 DARPA의 자금 지원이 중단되었고, 자금 조달원을 미국 상무부로 이전한다는 계획은 의회의 반대로 막히게 되었다. 다른 기관들이 부분적으로 자금(주로 지진 데이터 기록지 구입 및 배송)을 지원하였으나 영구적인 자금 지원은 얻지 못했고 정기적인 유지보수와 훈련도 중단되었다. 1973년에는 지진연구소와 세계 표준 지진관측망이 미국 지질조사국(USGS)으로 넘어갔고 1996년 완전히 운용을 중단할 때까지 관측망 운영의 지원 수준은 점진적으로 내려갔다.

## 유사 체계
소련은 비슷한 용도로 168개 지진관측소로 구성된 "통일 지진관측망체계"(ESSN)을 구축하고 운용하였다.

## 같이 보기
- 부분적 핵실험 금지 조약
- 벨라 프로젝트

## 참고 문헌
- Agnew, Duncan (2002). 〈1 - History of Seismology〉. 《International Handbook of Earthquake & Engineering Seismology, Part A》. 《International Handbook of Earthquake & Engineering Seismology》. 3–11쪽. ISBN 0-12-440652-1. LCCN 2002103787..

- Ammon, Charles J.; Lay, Thorne; Simpson, David W. (November–December 2010), “Great Earthquakes and Global Seismic Network” (PDF), 《Seismological Research Letters》 81 (6): 965–971, doi:10.1785/gssrl.81.6.965.

- Barth, Kai-Henrik (October 2003), “The Politics of Seismology: Nuclear Testing, Arms Control, and the Transformation of a Discipline”, 《Social Studies of Science》 33 (5): 743–781, doi:10.1177/0306312703335005, S2CID 110810982.

- Incorporated Research Institutions for Seismology (December 1984), 〈Appendix 1A〉 (PDF), 《Science Plan for A New Global Seismographic Network》, LCCN 84-82089.

- Lee, William H. K. (2002). 〈17 - Challenges in Observational Seismology〉. 《International Handbook of Earthquake & Engineering Seismology, Part A》. 《International Handbook of Earthquake & Engineering Seismology》. 269–281쪽. ISBN 0-12-440652-1. LCCN 2002103787..

- Oliver, J.; Murphy, L. (1971년 10월 11일), “WWNSS: Seismology's Global Network of Observing Stations”, 《Science》 174 (4006): 254–261, Bibcode:1971Sci...174..254O, doi:10.1126/science.174.4006.254, PMID 17778051, S2CID 27711713.

- Peterson, Jon; Hutt, Charles R. (2014), “World-Wide Standardized Seismograph Network: A Data Users Guide” (PDF), 《U.S. Geological Survey》, Open-File Report 2014–1218.

- Powell, Tom; Fries, Donald (April 1964), 《Handbook: World-Wide Standard Seismograph Network》 (PDF), Acoustics and Seismics Laboratory, Institute of Science and Technogy, University of Michigan.

- Richards, Paul G.; Zavales, John (1996), 〈Seismological Methods for Monitoring a CTBT: The Technical Issues Arising in Early Negotiations〉 (PDF),   Husebye, Eystein S.; Dainty, Anton M., 《Monitoring a Comprehensive Test Ban Treaty》, NATO ASI Series 303, 53–81쪽, ISBN 978-94-010-4187-4.

- Storchak, D. A.; Di Giacomo, D.; Engdahl, E. R.; Harris, J.; Bondár, I.; Lee, W.H.K.; Bormann, P.; Villaseñor, A. (February 2015), “The ISC-GEM Global Instrumental Earthquake Catalogue (1900–2009): Introduction”, 《Physics of the Earth and Planetary Interiors》 239: 48–63, Bibcode:2015PEPI..239...48S, doi:10.1016/j.pepi.2014.06.009.